# سیارک ۱۱۶۷۸
سیارک ۱۱۶۷۸ (به انگلیسی: 11678 Brevard، نامگذاری:1998DT10) یازده هزار و ششصد و هفتاد و هشتمین سیارک کشف شده‌است که در ۲۵ فوریه ۱۹۹۸ کشف شد.
قدر مطلق سیارک برابر ۱۴٫۰۰ است.